# Анализа више променљивих
Анализа више променљивих представља проширење математичке анализе једне променљиве на анализу више променљивих: функције које се диференцирају и интеграле имају више уместо једне променљиве.
Мултиваријабилни рачун се може сматрати елементарним делом напредног рачуна. За напредни рачун, погледајте рачун о Еуклидском простору. Посебан случај рачуна у тродимензионалном простору често се назива векторски рачун.

## Типичне операције

### Лимеси и непрекидност
Проучавање лимеса и непрекидних функција у више димензија даје многе резултате који нису интуитивно јасни, и не јављају се код функција једне променљиве. Постоје на пример скаларне функције две променљиве које имају тачке унутар свог домена које, када им се прилази дуж било које произвољне праве дају одређени лимес, а када им се прилази дуж параболе дају други лимес. Функција
{\displaystyle f(x,y)={\frac {x^{2}y}{x^{4}+y^{2}}}}
тежи нули дуж сваке праве кроз координатни почетак. Међутим, када се координатном почетку прилази дуж параболе y = x2, лимес је 0,5. Пошто различите путање до исте тачке дају различите вредности за лимес, лимес не постоји.
Да непрекидност у сваком аргументу није довољна за мултиваријантну непрекидност може се видети из следећег примера. Конкретно, за функцију реалних вредности, са два реално-вредносна параметра, {\displaystyle f(x,y)}, непрекидност {\displaystyle f} у {\displaystyle x} за фиксно {\displaystyle y} и непрекидност {\displaystyle f} у {\displaystyle y} за фиксно {\displaystyle x} не подразумева непрекидност {\displaystyle f}.
Размотримо
{\displaystyle f(x,y)={\begin{cases}{\frac {y}{x}}-y&{\text{if}}\quad 0\leq y<x\leq 1\\{\frac {x}{y}}-x&{\text{if}}\quad 0\leq x<y\leq 1\\1-x&{\text{if}}\quad 0<x=y\\0&{\text{на свим другим местима}}.\end{cases}}}
Лако се може проверити да је ова функција нула по дефиницији на граници и изван четвороугаоника {\displaystyle (0,1)\times (0,1)}. Осим тога, функције дефинисане за константно {\displaystyle x} и {\displaystyle y} и {\displaystyle 0\leq a\leq 1} са
{\displaystyle g_{a}(x)=f(x,a)\quad } и {\displaystyle \quad h_{a}(y)=f(a,y)\quad }
су непрекидне. Специфично,
{\displaystyle g_{0}(x)=f(x,0)=h_{0}(0,y)=f(0,y)=0} за свако x и y.
Међутим, низ {\displaystyle f\left({\tfrac {1}{n}},{\tfrac {1}{n}}\right)} (за природно {\displaystyle n}) конвергира у {\displaystyle \lim _{n\to \infty }f\left({\tfrac {1}{n}},{\tfrac {1}{n}}\right)=1}, и стога функција није непрекидна у {\displaystyle (0,0)}. Приступањем координатном почетку из правца који није паралелан {\displaystyle x}- и {\displaystyle y}-оси одсуство непрекидности постаје уочљиво.

### Парцијално диференцирање
Парцијални извод уопштава појам извода на више димензије. Парцијални извод функције више променљивих је извод у односу на једну променљиву када се све остале променљиве држе као константе.
Парцијални изводи се могу комбиновати на згодне начине који дају сложеније изразе извода. У векторској анализи, дел оператор ({\displaystyle \nabla }) се користи да дефинише појмове градијента, дивергенције и ротора у терминима парцијалних извода. Матрица парцијалних извода, Јакобијева матрица се може користити за представљање извода функција између два простора произвољних димензија. Извод се стога може посматрати као линеарна трансформација која варира од тачке до тачке у домену функције.
Диференцијалне једначине које садрже парцијалне изводе се називају парцијалним диференцијалним једначинама. Ове једначине су у општем случају теже за решавање од обичних диференцијалних једначина, које садрже изводе само у односу на једну променљиву.

### Вишеструко интеграљење
Вишеструки интеграл проширује појам интеграла на функције више променљивих. Двоструки и троструки интеграли могу да се користе за рачунање површина и запремина области у равни и простору. Фубинијева теорема гарантује да се вишеструки интеграл може израчунати као поновљени једноструки интеграл.‍:367ff
Површински интеграл и линијски интеграл се користе за интеграљење на многострукостима као што су површи и кривакриве.

### Основна теорема анализе у више димензија
У анализи једне променљиве, основна теорема анализе успоставља везу између извода и интеграла. Веза између извода и интеграла у анализи више променљивих је дата преко чувених теорема о интегралима векторске анализе:‍:543ff
- Теорема о градијенту
- Стоксова теорема
- Теорема о дивергенцији
- Гринова теорема

У напреднијем проучавању анализе више променљивих се види да су ове четири теореме спедијални случајеви општије теореме, уопштене Стоксове теореме, која се примењује за интеграцију диференцијалних форми над многострукостима.

## Примене
Технике анализе више променљивих се користе у проучавању многих објеката који су од значаја за физички свет. На пример,
|                |  | домен/ранг                                             | применљиве технике                                                           |
| -------------- |  | ------------------------------------------------------ | ---------------------------------------------------------------------------- |
| Криве          |  | {\displaystyle f:\mathbb {R} \to \mathbb {R} ^{n}}     | Дужина криве, линијски интеграли и курватуре.                                |
| Површи         |  | {\displaystyle f:\mathbb {R} ^{2}\to \mathbb {R} ^{n}} | Површине површи, површински интеграли, флукс кроз површи и курватуре.        |
| Поља скалара   |  | {\displaystyle f:\mathbb {R} ^{n}\to \mathbb {R} }     | Максимуми и минимуми, Лагранжови мултипликатори, изводи у правцу.            |
| Векторска поља |  | {\displaystyle f:\mathbb {R} ^{n}\to \mathbb {R} ^{n}} | Све операције векторске анализе укључујући градијент, дивергенцију, и ротор. |

Анализа више променљивих се може применити за анализирање детерминистичких система који имају вишеструке степене слободе. Функције са независним променљивима које одговарају сваком од степена слободе се често користе за моделовање ових система, а анализа више променљивих даје апаратуру за карактеризовање динамике система.
Анализа више променљивих се користи у многим областима природних и друштвених наука за моделовање и проучавање система у више димензија, који испољавају детерминистичко понашање. Недетерминистички, стохастички системи се проучавају помоћу других грана математике, попут стохастичке анализе.